# Уилер, Томас Бентон
Томас Бентон Уилер (англ. Thomas Benton Wheeler; 7 июня 1840, округ Маршалл, Алабама — 21 февраля 1913, Сан-Антонио) — американский политик, 16-й вице-губернатор Техаса.

## Биография
Томас Бентон Уилер родился 7 июня 1840 года в округе Маршалл, штат Джорджия, в семье Генри Эдварда и Мэри Макгрудер (урожденной Бартон) Уилер. Его отец умер в 1846 году, а мать в 1854 году перевезла семью в округ Хэйс, штат Техас.
Во время гражданской войны Уилер был зачислен рядовым в «отряд А» полка под командованием Питера Вудса и вскоре был произведён в капитаны. После войны он переехал в Остин, где был принят в коллегию адвокатов, и в 1867 году стал прокурором округа Тревис. Он был отстранён от должности властями Союза за препятствие реконструкции. С 1872 по 1877 год Уилер был мэром Остина. В 1873 году он помог предотвратить беспорядки во время «конфликта Кока — Дэвиса».
В 1877 году Уилер переехал в Брекенридж, округ Стивенс, где занялся адвокатской практикой. В 1880 году он был избран судьёй 12-го судебного округа, а в 1884 году переизбран на второй срок. В 1886 году Уилер вышел в отставку, а позже был избран вице-губернатором, и занимал эту должность с 1887 по 1891 год.
В 1889 году Уилер приобрёл участок земли на берегу Залива Красной Рыбы и в 1890 году занялся строительством портовых сооружений в Арансас-Пасс, куда переселился после 1893 года.

### Личная жизнь
В 1866 году Уилер женился на Китти Манор, а после её смерти в 1881 году женился на Иде Деберри, которая родила ему двоих детей.
Уилер принадлежал к методистской церкви и был членом ордена тамплиеров. На протяжении 22-х лет он возглавлял воскресную методистскую школу в Арансас-Пасс.
Уилер скончался в отеле Сан-Антонио 21 февраля 1913 года.